# Sacramento (film, 1972)
Pour les articles homonymes, voir Sacramento (homonymie).
Pour plus de détails, voir Fiche technique et Distribution.
Sacramento (Sei iellato, amico hai incontrato Sacramento!) est un western spaghetti italien réalisé par Giorgio Cristallini, sorti en 1972.

## Synopsis
Jack Thompson, dit « Sacramento » est un ancien boxeur, devenu fermier. Il s'oppose à son ancien antagoniste du ring, Tom Murdock, qui est devenu voleur de banque. Murdock garde rancune à Thompson, persuadé qu'il l'a vaincu en championnat par des coups bas. Un jour que Jack a des ennuis, il envoie son cheval chercher son fils Jim et sa fille Maggie pour l'aider. Pendant un tournoi de boxe où Sacramento s'oppose à Dynamite, un champion pus jeune que lui de 20 ans, Murdock fait kidnapper Maggie et demande 20 000 $ pour sa libération. En fait, il veut attirer Jack dans son antre afin de le tuer à mains nues. Le plan échoue, Murdock meurt, Jack ramène son fils blessé et lui annonce son mariage avec la propriétaire du saloon Rosy.

## Fiche technique
- Titre français : Sacramento
- Titre original italien : Sei iellato, amico hai incontrato Sacramento
- Genre : western spaghetti
- Réalisateur : Giorgio Cristallini
- Scénariste : Giorgio Cristallini
- Production : Vito Fanelli pour Canadian International Film
- Photographie : Fausto Rossi
- Montage : Amedeo Giomini
- Musique : Franco Micalizzi
- Décors : Lamberto Giovagnoli
- Costumes : Alberta Santilli
- Maquillage : Liliana Dulac
- Format d'image : 2,35 : 1
- Durée : 93 min
- Pays :  Italie
- Distribution en Italie : Panta Cinematografica
- Année de sortie : 1972

## Distribution
- Ty Hardin : Jack Thompson dit "Sacramento"
- Christian Hay : Jim Thompson
- Giacomo Rossi Stuart : Tom Murdock
- Jenny Atkins : Maggie Thompson
- Silvano Tranquilli : Doc O'Donnell
- Stan Cooper : Ike
- Krista Nell : Evelyn
- Dana Ghia : Rosy
- Kathrin Asimus
- Enrico Casadei : Bill, un cowboy
- Domenico Cianfriglia : un homme de Murdock
- Giovanni Cianfriglia : un homme de Murdock
- Gianni Fanelli
- Raffaele Fanelli
- Robert Fiz : Hernandez
- Salvatore Furnari: barman
- Milla Johansson
- Rocco Lerro : Coby, un homme de Murdock
- Lucia Mancini : la masseuse avec Hernandez